# Воздвиженский сельсовет (Нижегородская область)
Воздви́женский сельсове́т — муниципальное образование — сельское поселение в Воскресенском районе Нижегородской области. Образован в 2009 году путём  объединения сельские поселения Большепольский сельсовет, Воздвиженский сельсовет и Малосодомовский сельсовет  во вновь образованное муниципальное образование Воздвиженский сельсовет Воскресенского муниципального района Нижегородской области, наделив его статусом сельского поселения;
Административный центр — село Воздвиженское .

## Население
| 2002  | 2010  | 2012  | 2013  | 2014  | 2015  | 2016  |
| ----- | ----- | ----- | ----- | ----- | ----- | ----- |
| 3160  | ↘2633 | ↘2572 | ↘2516 | ↘2447 | ↘2370 | ↘2303 |
| 2017  | 2018  | 2019  | 2020  | 2021  |       |       |
| ↘2240 | ↘2182 | ↘2145 | ↘2105 | ↘1598 |       |       |

## Состав сельского поселения
| №  | Населённый пункт | Тип населённого пункта       | Население |
| -- | ---------------- | ---------------------------- | --------- |
| 1  | Большая Юронга   | деревня                      | ↘89       |
| 2  | Большие Отары    | село                         | ↘406      |
| 3  | Большие Поляны   | деревня                      | ↘147      |
| 4  | Большое Иевлево  | село                         | ↘296      |
| 5  | Большое Поле     | село                         | ↘220      |
| 6  | Воздвиженское    | село, административный центр | ↘718      |
| 7  | Заболотное       | деревня                      | ↘18       |
| 8  | Ижма             | посёлок                      | ↘4        |
| 9  | Изъянка          | деревня                      | ↘63       |
| 10 | Кузнец           | деревня                      | ↘78       |
| 11 | Малая Юронга     | деревня                      | ↘8        |
| 12 | Малое Иевлево    | деревня                      | ↘48       |
| 13 | Малое Содомово   | деревня                      | ↘66       |
| 14 | Малые Отары      | деревня                      | ↘27       |
| 15 | Нестерино        | деревня                      | ↘0        |
| 16 | Ошараш           | деревня                      | ↘20       |
| 17 | Петрово          | деревня                      | ↘2        |
| 18 | Прудовские       | деревня                      | ↘3        |
| 19 | Руя              | посёлок                      | ↘71       |
| 20 | Северный         | посёлок                      | ↘183      |
| 21 | Сухоречье        | деревня                      | ↘27       |
| 22 | Тиханки          | деревня                      | ↘59       |
| 23 | Чистое Болото    | деревня                      | ↗80       |